# Електромагнитно поле
Електромагнитно поле е съвкупността от електрическото и магнитното поле, които могат да преминават едно в друго. Математически този процес се описва в специален раздел от физиката, наречен електродинамика с използване на системата уравнения на Максуел.
Казано по-просто, електромагнитното поле е област от пространството, в която се наблюдават електромагнитни взаимодействия (например взаимодействието с това поле на пробен електрически заряд, поставен в конкретна точка).
Процесът на еволюция на смущенията, възникнали в електромагнитните полета носи името електромагнитни вълни. Примери за електромагнитни вълни са светлината (включително инфрачервената и ултравиолетовата), радиовълните, рентгеновите лъчи.
В рамките на квантовата електродинамика електромагнитното поле е прието да се разглежда като поток от кванти светлина. Частицата-носител на електромагнитното взаимодействия се нарича фотон – това е квантът на електромагнитното поле.
Електромагнитното взаимодействие е един от основните видове фундаментални взаимодействия в природата. Съществува теория, обединяваща електромагнитното и слабото ядрено взаимодействие в едно - електрослабо. Развива се и теория, обединяваща електромагнитното и гравитационното взаимодействие.